# Guillermo Fayed
Guillermo Fayed (* 28. November 1985 in Chamonix) ist ein ehemaliger französischer Skirennläufer. Er startete im Weltcup in den Disziplinen Abfahrt, Super-G und Kombination.

## Biografie
Fayed erlernte das Skifahren bereits im Alter von drei Jahren. Ab 2006 gehörte er dem B-Kader des französischen Skiverbandes an. Im Dezember 2000 bestritt er seine ersten FIS-Rennen, ab Dezember 2004 ging er auch im Europacup an den Start. Bestes Resultat in dieser Rennserie ist ein vierter Rang in der Abfahrt von Wengen am 7. Januar 2010.
Im Weltcup nahm Fayed erstmals am 10. Dezember 2005 in der Abfahrt von Val-d’Isère teil und erreichte am nächsten Tag in der Superkombination mit Rang 29 seine ersten Weltcuppunkte. Seit der Saison 2007/08 startet er regelmäßig im Weltcup. In diesem Winter war, ebenso wie in der folgenden Saison, ein 20. Platz in der Abfahrt von Gröden seine beste Platzierung. Zwei Top-20-Resultate erreichte er im Winter 2009/10. Bei den Olympischen Winterspielen 2010 in Vancouver wurde er 22. im Super-G und 26. in der Abfahrt. Nach Saisonende stieg er in den französischen A-Kader auf.
Seine erste Top-10-Platzierung erzielte Fayed am 18. Dezember 2010 mit Platz sechs in der Abfahrt von Gröden. Knapp drei Monate später folgte ein weiterer sechster Platz in Kvitfjell. Bei den Weltmeisterschaften 2011 wurde er 23. in der Abfahrt. Nach mehreren Saisons ohne Topergebnisse fuhr er am 29. November 2014 in der Abfahrt von Lake Louise etwas überraschend auf den zweiten Platz und erzielte damit seine erste Podiumsplatzierung in einem Weltcuprennen. Am 24. Januar 2015 folgte mit Rang drei in der Abfahrt von Kitzbühel der zweite Podestplatz.
In der Saison 2015/16 gelangen ihm zwei weitere Podestplätze: Am 4. und 19. Dezember 2015 belegte er in den Abfahrten von Beaver Creek und Gröden den zweiten bzw. dritten Platz. Kurz vor Saisonende, im Training der Abfahrt von Kvitfjell, stürzte er beim Zielsprung und zog sich dabei einen Kreuzbandriss im rechten Knie zu. Er verlor danach allmählich den Anschluss an die Weltspitze. Nachdem er sich nicht für die Olympischen Winterspiele 2018 qualifizieren konnte, erklärte am 25. März 2018 seinen Rücktritt vom Spitzensport.

## Erfolge

### Olympische Spiele
- Vancouver 2010: 22. Super-G, 26. Abfahrt
- Sotschi 2014: 26. Abfahrt

### Weltmeisterschaften
- Garmisch-Partenkirchen 2011: 23. Abfahrt
- Schladming 2013: 21. Abfahrt
- Vail/Beaver Creek 2015: 5. Abfahrt
- St. Moritz 2017: 14. Abfahrt

### Weltcup
- 19 Platzierungen unter den besten zehn, davon 4 Podestplätze

### Weltcupwertungen
| Saison  | Gesamt | Gesamt | Abfahrt | Abfahrt | Super-G | Super-G | Kombination | Kombination |
| Saison  | Platz  | Punkte | Platz   | Punkte  | Platz   | Punkte  | Platz       | Punkte      |
| ------- | ------ | ------ | ------- | ------- | ------- | ------- | ----------- | ----------- |
| 2005/06 | 114.   | 2      | –       | –       | –       | –       | 51          | 2           |
| 2007/08 | 107.   | 30     | 40.     | 23      | –       | –       | 48.         | 7           |
| 2008/09 | 125.   | 13     | 42.     | 13      | –       | –       | –           | –           |
| 2009/10 | 96.    | 41     | 40.     | 28      | –       | –       | 38.         | 13          |
| 2010/11 | 74.    | 101    | 24.     | 97      | –       | –       | 51.         | 4           |
| 2011/12 | 76.    | 84     | 28.     | 84      | –       | –       | –           | –           |
| 2012/13 | 66.    | 99     | 28.     | 83      | 39.     | 16      | –           | –           |
| 2013/14 | 64.    | 91     | 25.     | 91      | –       | –       | –           | –           |
| 2014/15 | 17.    | 417    | 3.      | 389     | 35.     | 28      | –           | –           |
| 2015/16 | 29.    | 323    | 8.      | 323     | 42.     | 16      | –           | –           |
| 2016/17 | 70.    | 95     | 23.     | 95      | –       | –       | –           | –           |
| 2017/18 | 115.   | 23     | 37.     | 23      | –       | –       | –           | –           |

### Europacup
- 7 Platzierungen unter den besten zehn

### Juniorenweltmeisterschaften
- Bardonecchia 2005: 24. Abfahrt, 34. Super-G

### Weitere Erfolge
- Französischer Abfahrts-Juniorenmeister 2005
- 5 Siege in FIS-Rennen